# Anchiceratops
Anchiceratops là một chi khủng long, được B. Brown mô tả khoa học năm 1914.